# Guillaume Katz
Guillaume Katz (Losanna, 4 febbraio 1989) è un ex calciatore svizzero, di ruolo difensore.

## Carriera
Nella stagione 2010-2011 ha giocato 11 partite di Europa League con la maglia del Losanna, segnando un gol.
Nel 2012 il club  israeliano Hapoel di  Tel Aviv ha cercato di ingaggiarlo per rafforzare ila sua squadra con giocatori ebrei..
Durante la pausa estiva del 2015 si svincola dal Losanna per accasarsi al Winterthur. Esordisce ufficialmente il 30 agosto successivo in occasione dell'impegno casalingo contro il Le Mont, terminata 2-2.